# Oligonychus megandrosoma
Oligonychus megandrosoma är en spindeldjursart som beskrevs av Flechtmann och Ana C.R. Alves 1976. Oligonychus megandrosoma ingår i släktet Oligonychus och familjen Tetranychidae. Inga underarter finns listade i Catalogue of Life.